# Todd Brost
Todd Anthony Brost, född 23 september 1967 i Calgary, är en kanadensisk före detta ishockeyspelare.
Brost blev olympisk silvermedaljör i ishockey vid vinterspelen 1992 i Albertville.